# Robonaut 2

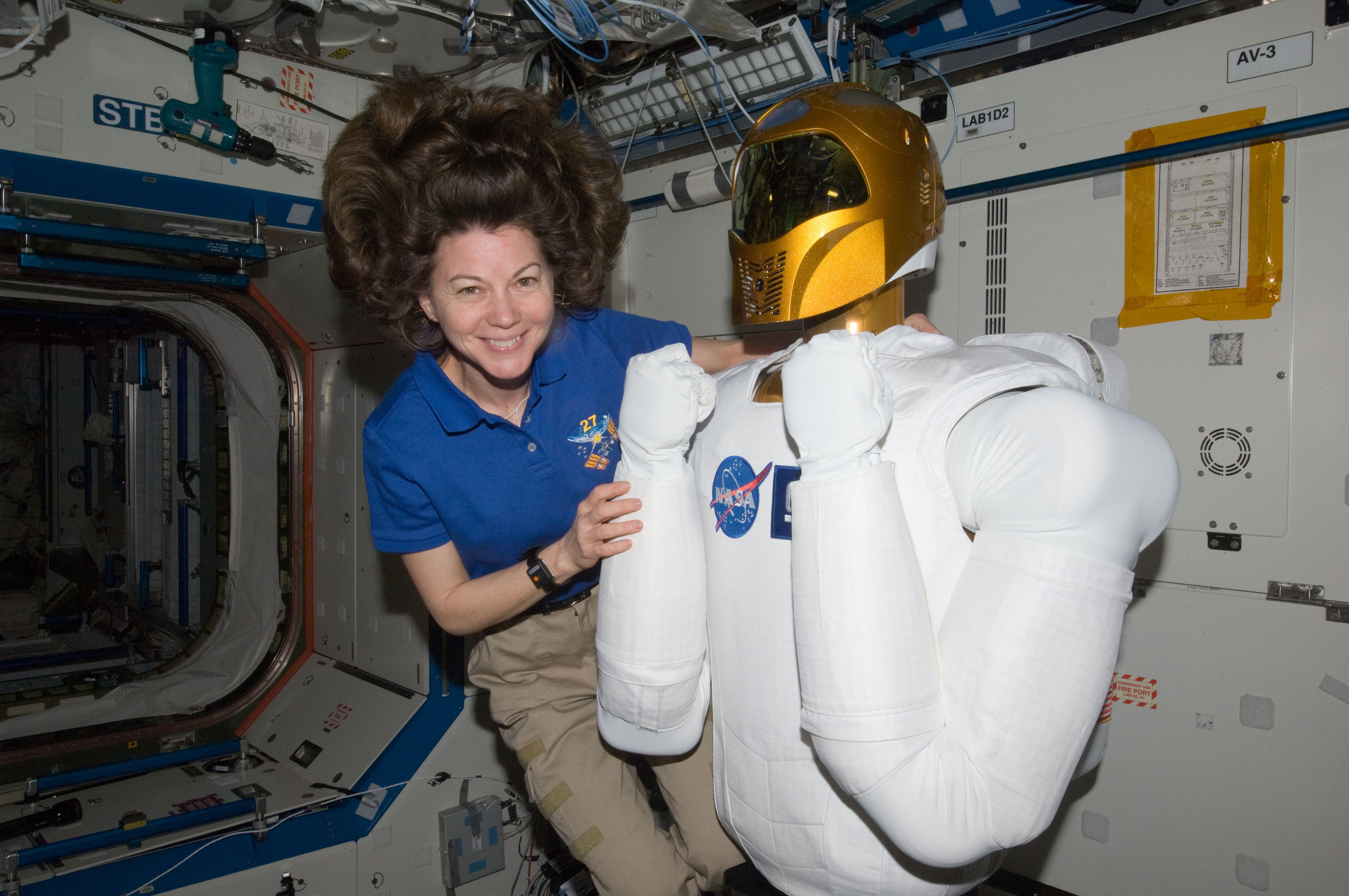
Un Robonaut 2 à bord de la station spatiale internationale le 15 mars 2011.

Robonaut 2 (souvent abrégé R2) est un robot humanoïde né du Programme Robonaut, une étroite collaboration entre la NASA et la DARPA. 

## Enjeux
Robonaut 2 a été conçu dans le but d'aider le travail des astronautes dans des situations délicates, notamment lors de sorties extravéhiculaires. Il permet aussi d'effectuer des tâches répétitives et ainsi d'économiser le précieux temps des astronautes, afin de faire plus d'expériences scientifiques.

## Fonctionnement général du robot
Robonaut 2 est un robot de forme humanoïde dont la silhouette évoque un astronaute dans sa combinaison spatiale. Il pèse 136 kilos et son envergure est de 2,4 mètres, une fois ses bras déployés. Chaque bras est capable de soulever jusqu'à 9 kilogrammes. Les mains du robot disposent de 14 degrés de liberté et ses doigts possèdent 4 articulations. Le robot contient de plus de nombreux capteurs sensoriels, ce qui lui permet d'aider les astronautes dans des tâches manuelles. Robonaut est fait pour utiliser des instruments conçus pour des humains, comme des anémomètres (mesure de la vitesse de l'air dans la station).
Si le robot sera généralement animé par téléprésence, il disposera toutefois, selon ses concepteurs, d'une autonomie partielle.

## Collaboration avecGeneral Motors
Alors que la NASA avait jusqu'alors fait appel à la DARPA, c'est vers le groupe General Motors qu'elle a décidé de se tourner pour la conception de son R2. Robonaut 2 s'appuie sur l'expérience acquise avec les programmes Robonaut 1A et 1B.

## Histoire
Un exemplaire a été livré par la navette spatiale Discovery lors de la mission STS-133 pour l'ISS (février 2011) où les ingénieurs ont contrôlé la manière dont le robot fonctionne en apesanteur. En 2012, une première poignée de main entre R2 et un astronaute, Daniel Burbank a été réalisée. En 2014, le robot est tombé en panne. Il a été ramené sur Terre en 2018 avec un cargo Dragon de SpaceX pour être réparé et éventuellement relancé ultérieurement.

## Galerie

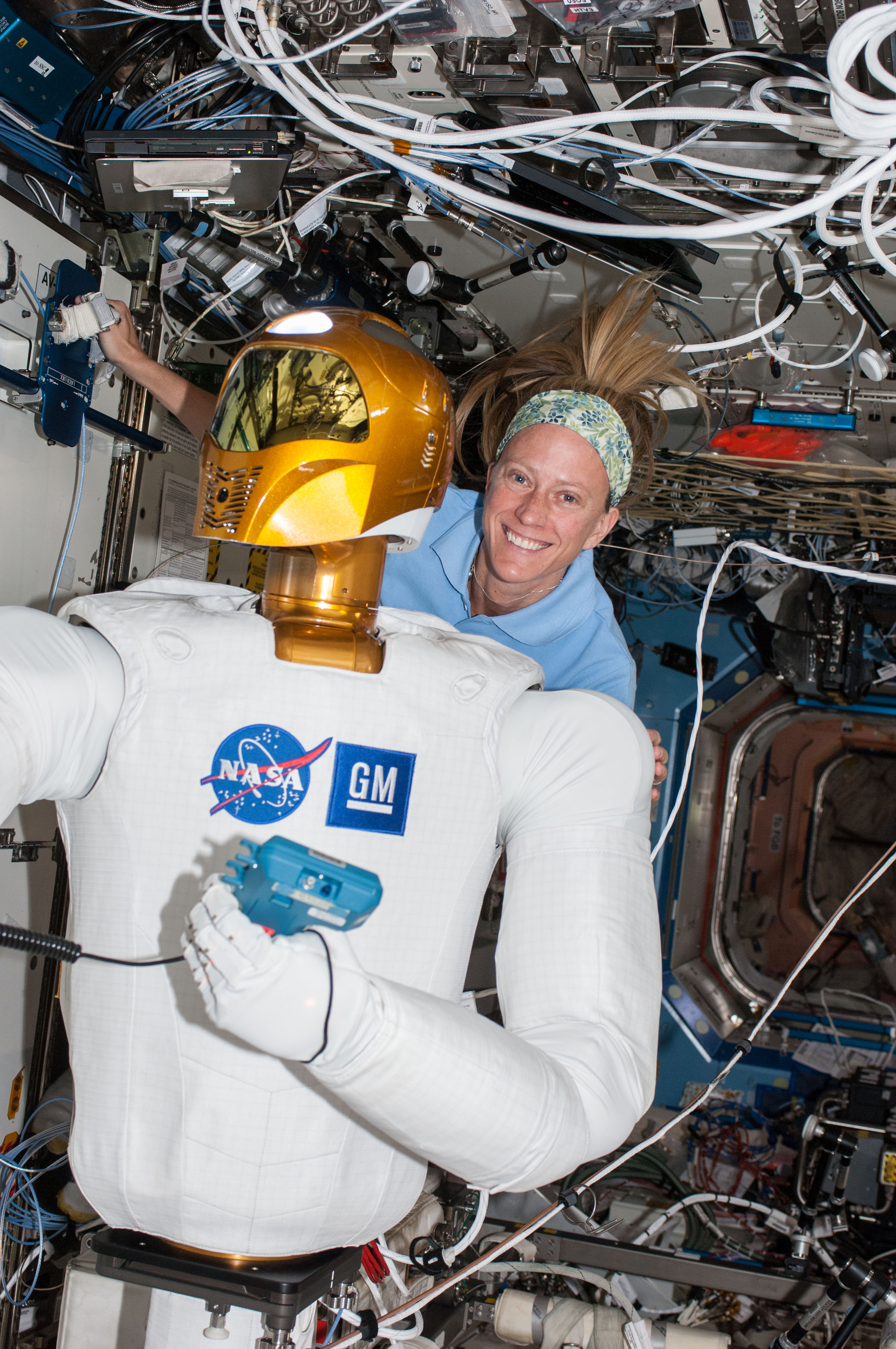
Karen Nyberg travaille avec Robonaut 2 lors de l'Expédition 36.
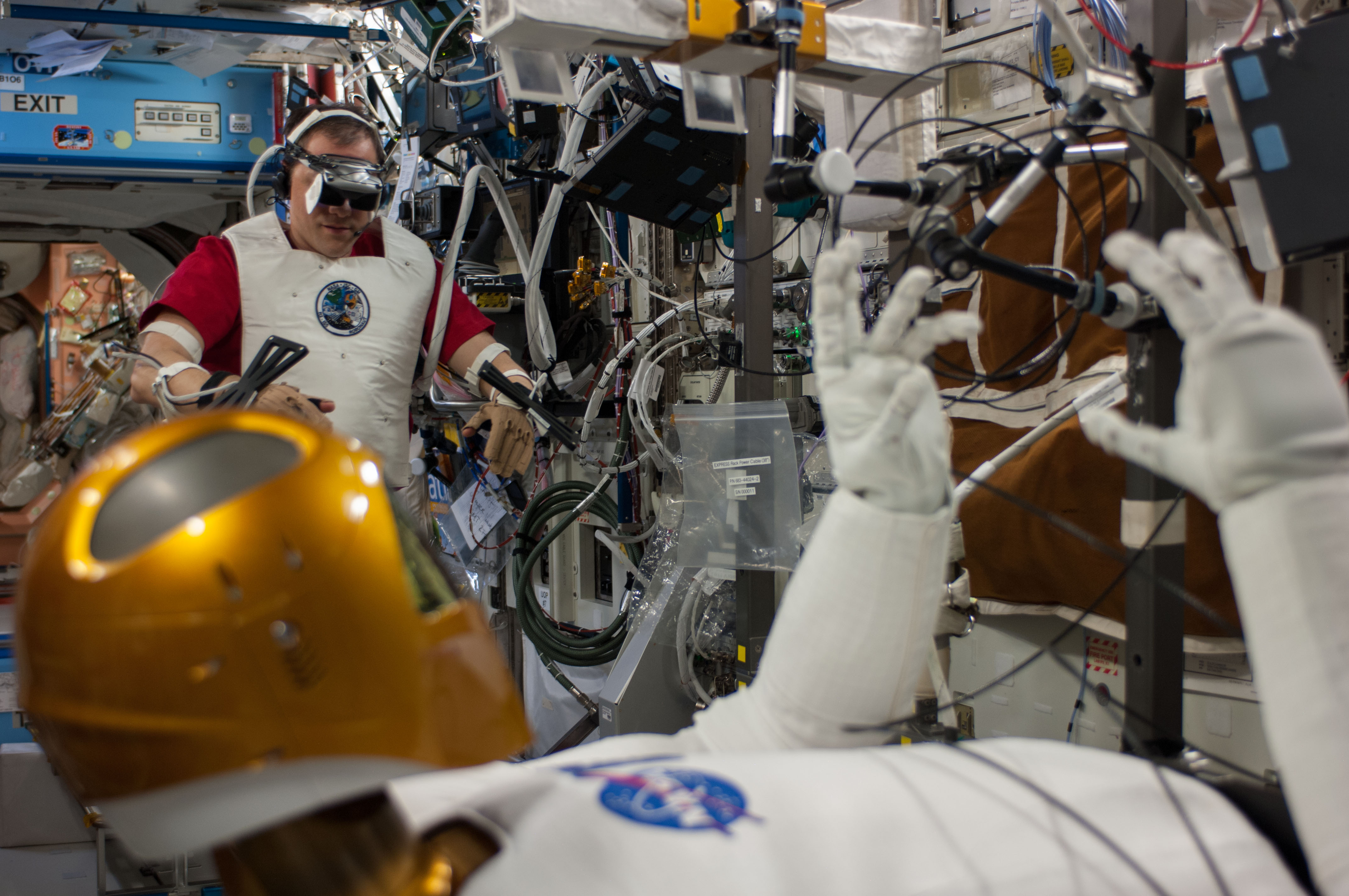
Thomas Marshburn pilotant Robonaut en réalité virtuelle lors de l'Expédition 35.
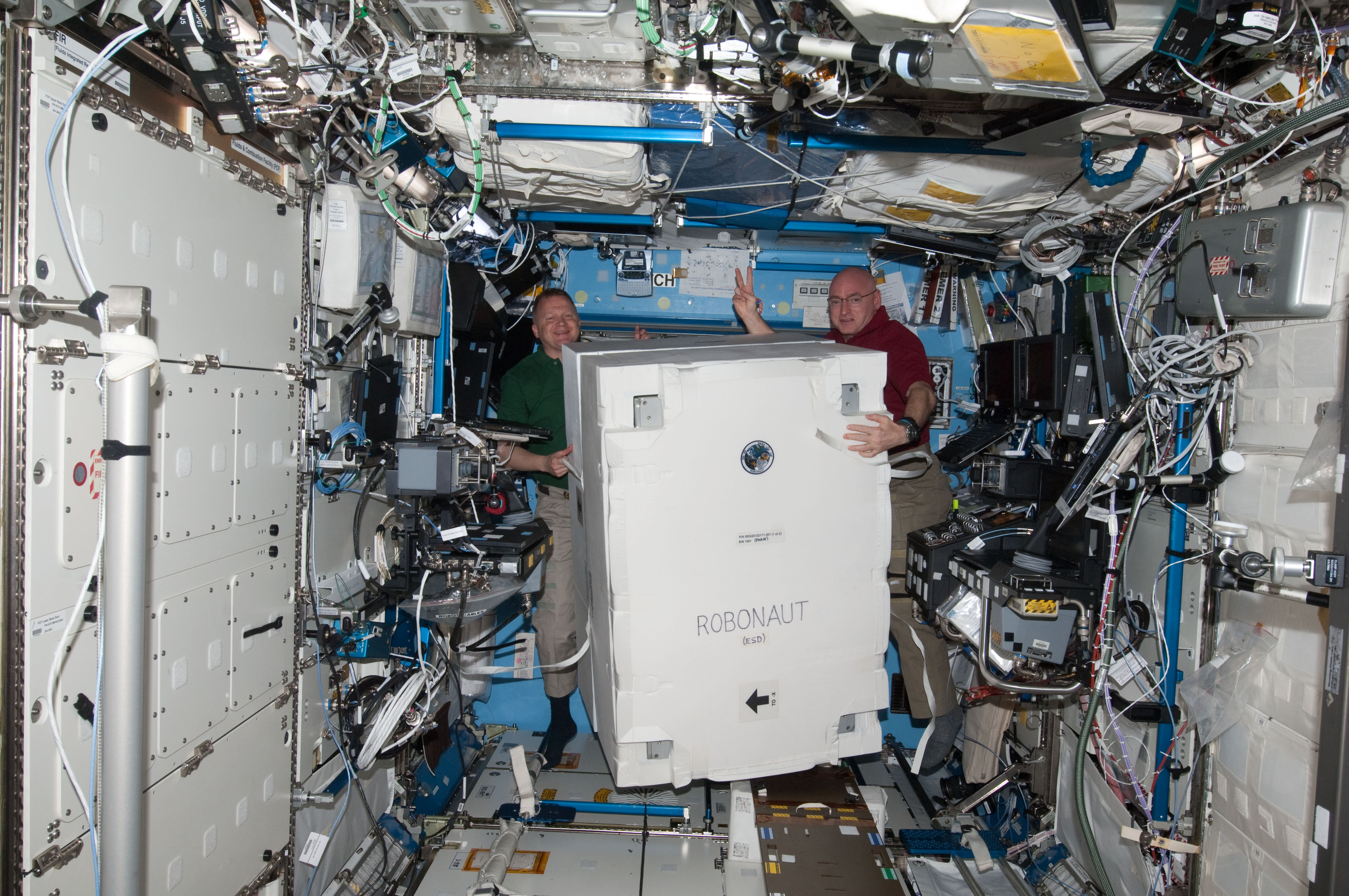
Le conteneur où était rangé Robonaut 2 lors de son lancement en 2011 sur STS-133.
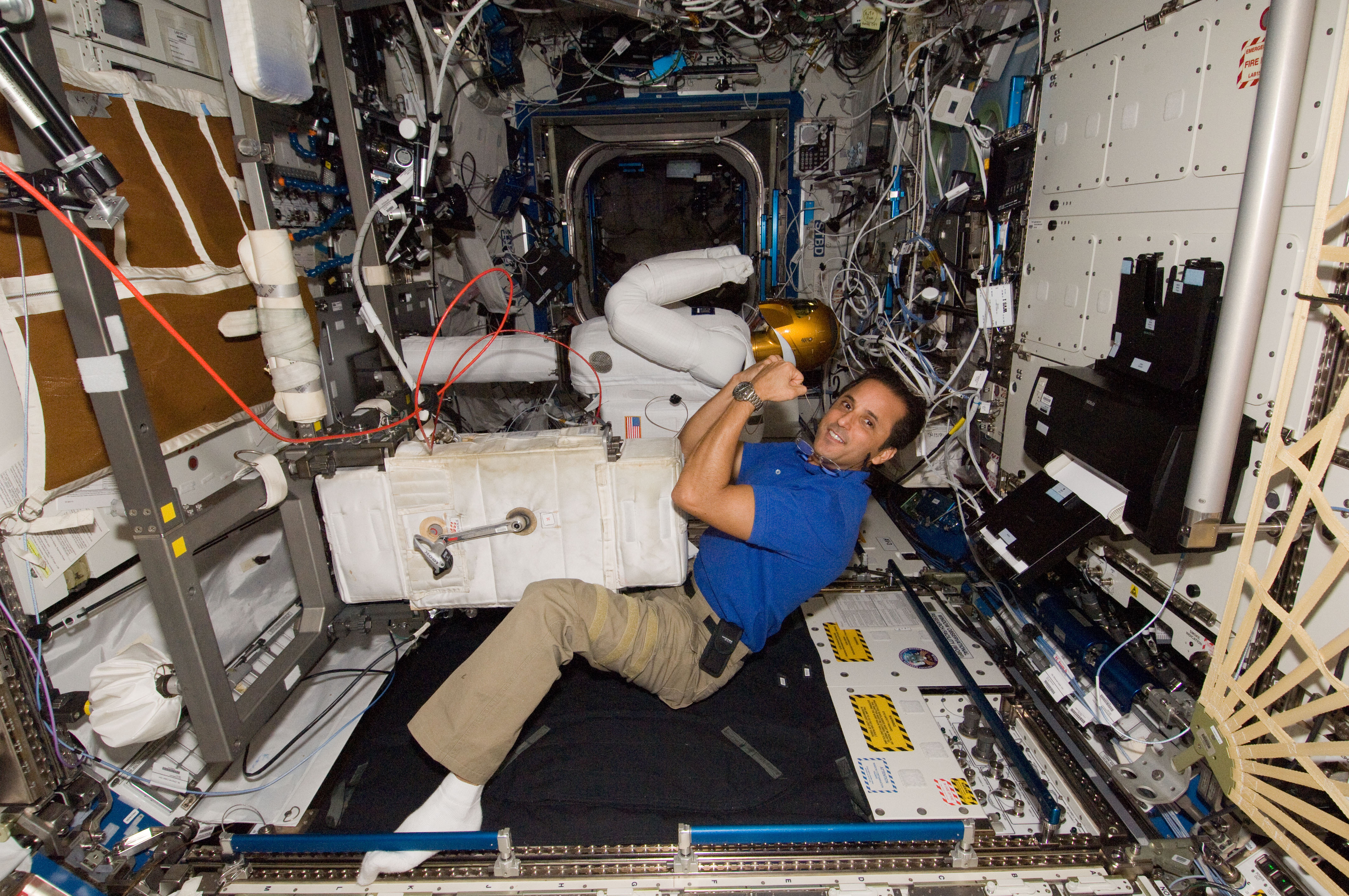
Joseph Acaba avec l'androïde lors de l'Expédition 26.